# Doulovo (obchtina)
L’obchtina de Doulovo (en bulgare Община Дулово, translittération scientifique internationale obština Doulovo) est située dans le nord-est de la Bulgarie et est l’une des 7 obštini qui constituent l’oblast de Silistra. 

## Géographie
L'obchtina de Doulovo est situé dans l'oblast de Silistra, au nord-ouest de la Bulgarie. Il comporte 27 localités, dont la plus importante est Doulovo.